# Championnats de Belgique d'athlétisme 1968
En 1968 les Championnats de Belgique d'athlétisme toutes catégories se sont déroulés les 3 et 4 août à Bruxelles

## Résultats
| Hommes                | Prestation    | Catégorie         | Femmes                | Prestation   |
| --------------------- | ------------- | ----------------- | --------------------- | ------------ |
| Bernard Rossignol     | 10 s 8        | 100 m             | Rosika Verberckt      | 12 s 5       |
| Guy Stas              | 22 s 0        | 200 m             | Godelieve Ducatteeuw  | 25 s 3       |
| Jacques Pennewaert    | 47 s 4        | 400 m             | Danielle Leveque      | 57 s 5       |
| Gilbert Van Manshoven | 1 min 51 s 7  | 800 m             | Francine Peyskens     | 2 min 13 s 3 |
| Rudi Simon            | 3 min 46 s 3  | 1 500 m           | -                     | -            |
| Johnny Dumon          | 14 min 13 s 0 | 5 000 m           | -                     | -            |
| Eugène Allonsius      | 29 min 56 s 4 | 10 000 m          | -                     | -            |
| -                     | -             | 80 m haies        |                       |              |
| Wilfried Geeroms      | 14 s 5        | 110 m haies       | -                     | -            |
| Karel Brems           | 53 s 7        | 400 m haies       | -                     | -            |
| Eddy Van Butsele      | 8 min 45 s 2  | 3 000 m steeple   | -                     | -            |
| Yves Theisen          | 2,00 m        | Saut en hauteur   | Rita Vanherck         | 1,59 m       |
| Paul Coppejans        | 4,40 m        | Saut à la perche  | -                     | -            |
| Yves Theisen          | 7,30 m        | Saut en longueur  | Roswitha Emonts-Gast  | 5,78 m       |
| Albert Van Hoorn      | 14,53 m       | Triple saut       | -                     | -            |
| Bertrand De Decker    | 16,51 m       | Lancer du poids   | Marcella Cooremans    | 12,42 m      |
| Bertrand De Decker    | 51,06 m       | Lancer du disque  | Rita Beyens           | 41,48 m      |
| Guy Van Zeune         | 69,46 m       | Lancer du javelot | Ghislaine D'Hollander | 37,38 m      |
| Marcel Hertogs        | 53,96 m       | Lancer du marteau | -                     | -            |

## Sources
- Ligue Belge Francophone d'Athlétisme